# Mistrzostwa Świata w Piłce Nożnej 2002 (eliminacje)
W kwalifikacjach uczestniczyło 199 drużyn z całego świata. Reprezentacja Francji (obrońca tytułu) oraz reprezentacje Korei Południowej i Japonii awansowały bez eliminacji. 

## Strefy kontynentalne
Aby zobaczyć daty i wyniki poszczególnych spotkań rundy kwalifikacyjnej dla każdej strefy kontynentalnej, zobacz poszczególne artykuły:
- Europa (UEFA)

Grupa 1 - Rosja. Słowenia (do play-offów)
Grupa 2 - Portugalia. Irlandia (do play-offu interkontynentalnego)
Grupa 3 - Dania. Czechy (do play-offów)
Grupa 4 - Szwecja. Turcja (do play-offów)
Grupa 5 - Polska. Ukraina (do play-offów)
Grupa 6 - Chorwacja. Belgia (do play-offów)
Grupa 7 - Hiszpania. Austria (do play-offów)
Grupa 8 - Włochy. Rumunia (do play-offów)
Grupa 9 - Anglia. Niemcy (do play-offów)
Play-offy - Belgia, Niemcy, Słowenia i Turcja. Czechy, Ukraina, Rumunia i Austria odpadły z play-offów
- Ameryka Południowa (CONMEBOL)

Argentyna, Ekwador, Brazylia i Paragwaj. Urugwaj awansował do play-offu interkontynentalnego.
- Ameryka Północna i Centralna oraz Karaiby (CONCACAF)

Kostaryka, Meksyk i Stany Zjednoczone.
- Afryka (CAF)

Grupa A - Kamerun.
Grupa B - Nigeria.
Grupa C - Senegal.
Grupa D - Tunezja.
Grupa E - RPA.
- Azja (AFC)

Grupa A - Arabia Saudyjska. Iran awansował do play-offów AFC.
Grupa B - Chiny. Zjednoczone Emiraty Arabskie awansowały do play-offów AFC.
Play-offy - Iran awansował do play-offów interkontynentalnych zwyciężając nad ZEA.
- Oceania (OFC)

Australia awansowała do Play-offów interkontynentalnych.

## Play-offy interkontynentalne

### UEFA / AFC
Irlandia −  Iran 2:0

 Iran −  Irlandia 1:0
W dwumeczu 2:1 dla Republiki Irlandii. Reprezentacja ta awansowała do finałów MŚ.

### CONMEBOL / OFC
Australia −  Urugwaj 1:0

 Urugwaj −  Australia 3:0
W dwumeczu 3:1 dla Urugwaju. Reprezentacja ta awansowała do finałów MŚ.